# Oslofjordskalvet 1904
Oslofjordskalvet eller Kosteröskalvet var en jordbävning som inträffade kl. 11:27 söndagen den 23 oktober 1904 vid svensk-norska gränsen utanför Kosteröarna. Skalvet drabbade Bohuslän och sydöstra Norge. Det hade sitt epicentrum i Oslofjordens södra del, och är med sin magnitud mellan 5,4 och 6,0 på richterskalan det starkaste jordskalv som drabbat Sverige i modern tid, samt det starkaste uppmätta i Norge utom Svalbard och Jan Mayen. Det kändes av så långt österut som Helsingfors och Baltikum, och söderut i Danmark, Tyskland och nuvarande Polen. Det inträffade under gudstjänsten i många kyrkor och orsakade panik på många håll, särskilt i en del som ansågs vara i dåligt skick. Bland annat orsakade det sprickor i väggarna till Johanneskyrkan i Oslo, vilket ledde till att den togs ur bruk helt och småningom revs, låt vara att rivningen skedde först i slutet av 1920-talet.